# Leinster (plaats)
Leinster is een plaats in de regio Goldfields-Esperance in West-Australië. Het ligt langs de Goldfields Highway, 968 kilometer ten noordoosten van Perth en 373 kilometer ten noorden van Kalgoorlie. In 2021 telde Leinster 716 inwoners tegenover 732 in 2006.

## Geschiedenis
In 1892 vond Julius Anderson goud in de streek. De Leinstergoudmijn werd ontwikkeld rond 1899-1900 en de belangrijkste productieperiode was tussen 1900 en 1906. Leinster is een provincie in Ierland en vermoedelijk werd de mijn daar naar vernoemd. De Leinster Downs Station werd naar de goudvondst genoemd.
In de jaren 1970 ontwikkelde de Agnew Gold Mining Company het plaatsje voor haar werknemers in de Perseverance en Rockys Reward nikkelmijnen en de Agnew goudmijn. In 1977 werd het plaatsje verhuurd aan de Western Mining Corporation voor een periode van 22 jaar. In 1981 werd Leinster officieel gesticht. Het werd vernoemd naar de Leister Downs Station waarin het zich bevindt.

## 21e eeuw
Het mijnwerkersdorp is in handen van BHP's Nickel West-divisie. BHP heeft zich er in 2016 toe gebonden de mijnen en het dorp tot 2032 in stand te houden. Het plaatsje heeft een olympisch zwembad, golfterrein, postkantoor, supermarkt, Silver Chain Nursing Post, lagere school, sportcentrum en een taverne.

## Transport
Leinster ligt aan de Goldfields Highway en heeft een startbaan: Leinster Airport (IATA: LER, ICAO: YLST).

## Klimaat

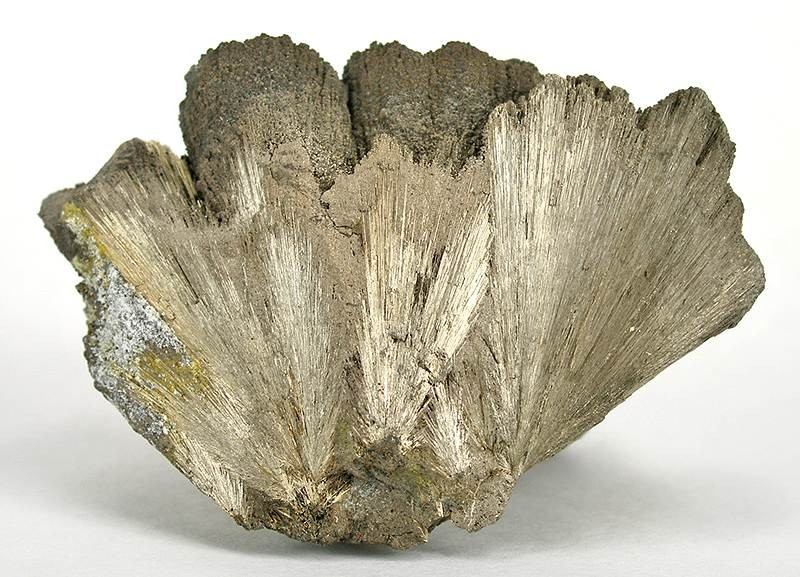
Milleriet uit Perseverancemijn

Leinster kent een warm woestijnklimaat, BWh volgens de klimaatclassificatie van Köppen. De gemiddelde jaarlijkse temperatuur bedraagt 20,3 °C en de gemiddelde jaarlijkse neerslag 223 mm.
| Maand                                  | jan  | feb  | mrt  | apr  | mei  | jun  | jul  | aug  | sep  | okt  | nov  | dec  | Jaar  |
| -------------------------------------- | ---- | ---- | ---- | ---- | ---- | ---- | ---- | ---- | ---- | ---- | ---- | ---- | ----- |
| Gemiddeld maximum (°C)                 | 37,3 | 35,3 | 31,6 | 27,8 | 23,1 | 19,2 | 18,8 | 21,7 | 25,5 | 30,0 | 32,7 | 35,5 | 28,2  |
| Gemiddeld minimum (°C)                 | 23,3 | 22,2 | 19,1 | 15,4 | 10,5 | 7,3  | 6,1  | 7,6  | 10,6 | 15,0 | 18,3 | 21,2 | 14,7  |
|                                        |      |      |      |      |      |      |      |      |      |      |      |      |       |
| Neerslag (mm)                          | 38,1 | 41,6 | 37,0 | 24,6 | 15,5 | 15,6 | 17,3 | 8,9  | 3,9  | 12,7 | 17,0 | 26,1 | 258,3 |
| Regendagen (dag)                       | 3,6  | 3,9  | 3,5  | 3,4  | 2,1  | 2,8  | 2,9  | 1,7  | 0,9  | 2,0  | 2,8  | 2,6  | 32,2  |
| Bron: Australian Bureau of Meteorology |      |      |      |      |      |      |      |      |      |      |      |      |       |

Agnew · Balagundi · Balgarri · Bardoc · Beria · Black Flag · Bonnie Vale · Boorara · Boulder · Broad Arrow · Buldania · Bullabulling · Bulong · Burbanks · Burtville · Callion · Cascade · Comet Vale · Condingup · Coolgardie · Coonana · Cosmo Newbery · Cundeelee · Dalyup · Davyhurst · Duketon · Dundas · Dunnsville · Esperance · Eucla · Eulaminna · Euro · Feysville · Forrest · Gibson · Gindalbie · Golden Ridge · Goongarrie · Grass Patch · Gudarra · Gwalia · Higginsville · Hopetoun · Israelite Bay · Jerdacuttup · Kalgoorlie · Kambalda · Kambalda West · Kanowna · Kathleen · Kintore · Kookynie · Kurnalpi · Kunanalling · Kundana · Kurrajong · Kurrawang · Lakewood · Laverton · Lawlers · Leinster · Leonara · Linden · Londonderry · Loongana · Malcolm · Menzies · Mertondale · Mount Burges · Mount Ida · Mount Margaret · Mount Morgans · Mulgarrie · Mulwarrie · Mulline · Mungari · Munglinup · Murrin Murrin · Niagara · Norseman · Ora Banda · Princess Royal · Ravensthorpe · Rawlinna · Salmon Gums · Scaddan · Sir Samuel · Tampa · Vivien · Warburton · Waverley · Widgiemooltha · Windanya · Wingellina · Woodarra · Yarri · Yerilla · Yunndaga · Yundamindera · Zanthus